# Showbiz (album)
 For alternative betydninger, se Showbiz. (Se også artikler, som begynder med Showbiz)
Showbiz er det første studiealbum fra det engelske rockband Muse. Albummet blev udgivet d. 4. oktober 1999 af Mushroom Records. Der er udgivet fem singler fra albummet.

## Spor
Al musik komponeret af Matthew Bellamy.
| Nr.           | Titel                         | Længde |
| ------------- | ----------------------------- | ------ |
| 1.            | "Sunburn"                     | 3:54   |
| 2.            | "Muscle Museum"               | 4:23   |
| 3.            | "Fillip"                      | 4:01   |
| 4.            | "Falling Down"                | 4:33   |
| 5.            | "Cave"                        | 4:46   |
| 6.            | "Showbiz"                     | 5:16   |
| 7.            | "Unintended"                  | 3:57   |
| 8.            | "Uno"                         | 3:37   |
| 9.            | "Sober"                       | 4:04   |
| 10.           | "Escape"                      | 3:31   |
| 11.           | "Overdue"                     | 2:26   |
| 12.           | "Hate This and I'll Love You" | 5:09   |
| Total længde: | Total længde:                 | 49:36  |